# جيسيكا بوون
جيسيكا بوون (بالإنجليزية: Jessica Boone)‏ هي ممثلة أمريكية، ولدت في 14 مايو 1984 في الولايات المتحدة.

## وصلات خارجية
- جيسيكا بوون على موقع IMDb (الإنجليزية)
- جيسيكا بوون على موقع قاعدة بيانات الفيلم (الإنجليزية)
- جيسيكا بوون على موقع ANN person (الإنجليزية)